# Juron
Juron is een bestuurslaag in het regentschap Sukoharjo van de provincie Midden-Java, Indonesië. Juron telt 1888 inwoners (volkstelling 2010).